# 스펌 뱅크
스펌 뱅크(Frozen Assets)는 미국에서 제작된 조지 밀러 감독의 1992년 코미디 영화이다. 셀리 롱 등이 주연으로 출연하였고 돈 클라인 등이 제작에 참여하였다.

## 출연

### 주연
- 셀리 롱
- 코빈 번슨
- 래리 밀러

### 조연
- 도디 굿맨
- 맷 클라크
- 잔 쿠퍼
- 폴 샌드
- 글로리아 캄덴
- 테리 코플리
- 게리트 그라함

## 제작진
- 라인프로듀서: 토니 아마툴로
- 협력프로듀서: 리 임페리얼
- 협력프로듀서: 하워드 램
- 미술: 데보라 레이몬드
- 미술: 도리안 버나치오
- 의상: 산드라 쿨로타
- 배역: 메릴 오로플린